# Мария Анна Испанская
Мари́я А́нна Испа́нская  (исп. María Ana de España, нем. Maria Anna von Spanien, чеш. Marie Anna Španělská, венг. Mária Anna Spanyol), или Мари́я А́нна Австри́йская (исп. María Ana de Austria, нем. Maria Anna von Österreich; 18 августа 1606, Эскориал, королевство Испания — 13 мая 1646, Линц, эрцгерцогство Австрия) — принцесса из Испанской ветви дома Габсбургов, урождённая инфанта Испанская и Португальская, дочь Филиппа III, короля Испании и Португалии, сестра испанского и португальского короля Филиппа IV, французской королевы Анны и кардинала-инфанта Фердинанда. Первая жена императора Фердинанда III; в замужестве — императрица Священной Римской империи, королева Германии, Венгрии и Чехии, эрцгерцогиня Австрийская.
Возможный брак Марии Анны и Карла, принца Уэльского, вошедший в историю под названием «Испанской партии», спровоцировал внутренний политический кризис в английском и шотландском королевствах. При ней императорский двор в Вене испытал сильное влияние испанской культуры: от одежды до музыки. Содействовала укреплению связей между Имперской и Испанской ветвями дома Габсбургов.

## Биография

### Ранние годы

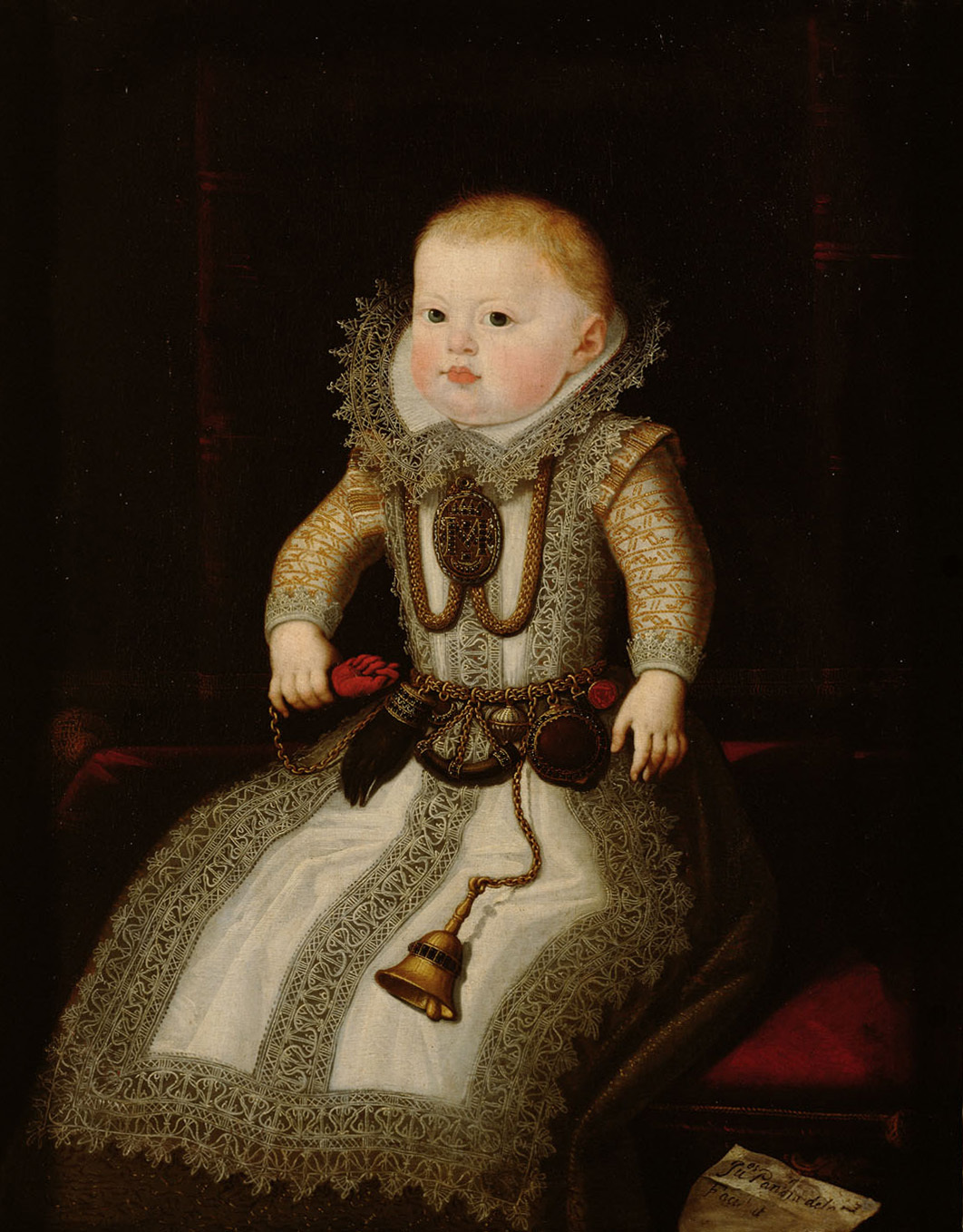
Детский портрет кисти Пантохи де ла Круса (1607). Музей истории искусств, Вена

Мария Анна родилась во дворце Эскориал, близ Мадрида, 18 августа 1606 года. Она была четвёртым ребёнком и третьей дочерью в семье Филиппа III и II, короля Испании и Португалии и Маргариты Австрийской, эрцгерцогини из Имперской ветви дома Габсбургов. Её родители состояли в родстве: отец был троюродным племянником матери. По линии отца инфанта приходилась внучкой Филиппу II и I, королю Испании и Португалии и Анне Австрийской, эрцгерцогине из Имперской ветви дома Габсбургов. По линии матери она была внучкой Карла II, эрцгерцога Австрийского и Марии Анны Баварской, принцессы из дома Виттельсбахов.
С раннего детства инфанта играла важную роль в матримониальных проектах своего отца. В отроческом возрасте она была обручена с эрцгерцогом Иоганном Карлом, старшим сыном и наследником императора Фердинанда II от его первой жены Марии Анны Баварской. Но в 1619 году жених Марии Анны неожиданно умер.
В 1622 году английскому королю Якову I поступило предложение от испанского короля Филиппа III укрепить отношения их государств династическим браком наследника английского престола Карла, будущего короля Англии и Шотландии под именем Карла I, с испанской инфантой Марией Анной. Между Лондоном и Мадридом начались активные переговоры. Возможный брак наследника престола с инфантой, вошедший в историю под названием «Испанской партии», привёл к внутреннему политическому кризису в Англии и Шотландии. В 1623 году принц Уэльский, в сопровождении первого министра, посетил Мадрид, чтобы встретиться с невестой. Однако он отказался принять католицизм, а Мария Анна отказалась выйти замуж за протестанта. Этому союзу не суждено было состояться и по причине нежелания нового испанского короля Филиппа IV заключать династический брак с домом Стюартов по политическим соображениям.

### Брак и потомство

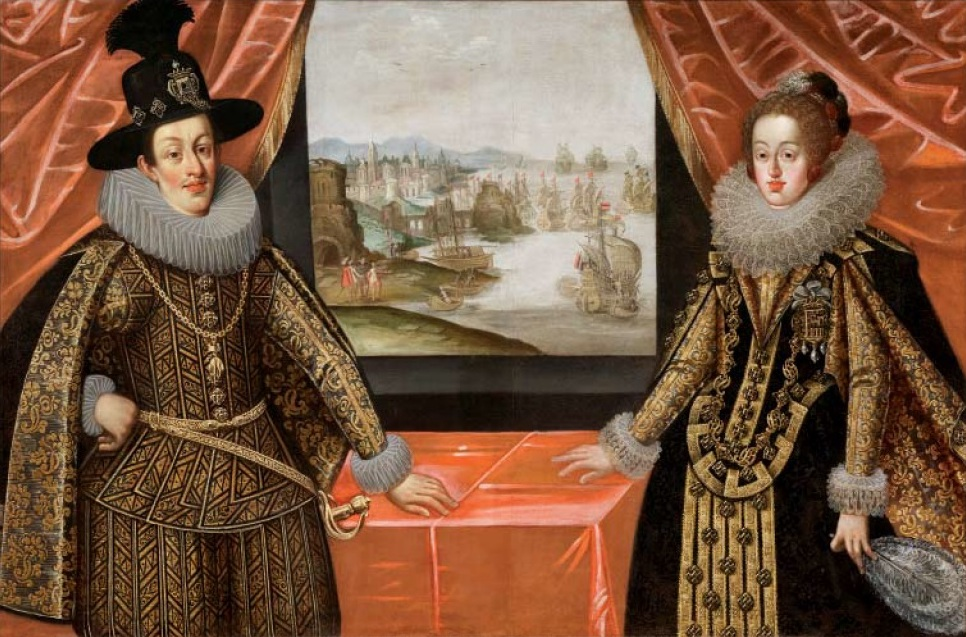
Портрет Фердинанда и Марии Анны кисти Сустерманса (1628/1630)

В конце 1626 года Мария Анна была обручена с младшим братом своего первого жениха, следующим сыном и наследником императора Фердинанда II, тоже Фердинандом. Помолвке предшествовали переговоры, которые велись с 1625 года. В том же году жених инфанты стал королём Венгрии, а в 1627 году и королём Чехии. Переговоры затрагивали все стороны жизни инфанты при дворе будущего супруга. Так, несмотря на желание жениха, который хотел, чтобы духовником его будущей жены был иезуит Амбросио Пеньялоса, духовником Марии Анны был назначен капуцин Диего Кирога. В брачном контракте, подписанным сторонами в 1628 году было отмечено, что за Марией Анной и её наследниками сохраняется право наследования владений Испанской ветви дома Габсбургов, в то время как её старшей сестре, инфанте Анне, сочетавшейся браком с французским королём Людовиком XIII, пришлось от прав наследования отказаться.
Мария Анна покинула Мадрид и отправилась к будущему супругу в декабре 1629 года. Путешествие у инфанты заняло более года. По морю она приплыла в Геную. Осложнения в пути возникли из-за эпидемии чумы на севере Апеннинского полуострова. По этой причине кортеж не остановился в Болонье, где кардинал Антонио Барберини, племянник римского папы Урбана VIII, должен был вручить инфанте Золотую розу. Торжественный приём был перенесён в Неаполь, где она получила эту награду. Покинув Неаполитанское королевство, Мария Анна пересекла Папское государство, совершив паломничество в Святой дом. На этом отрезке путешествия её сопровождала римская аристократия во главе с другим племянником папы Урбана VIII, Таддео Барберини, князем Палестрины. В конце января 1631 года она прибыла в Триест, где её встретил эрцгерцог Леопольд Вильгельм, будущий деверь, чтобы сопроводить ко двору жениха.
Перед свадьбой Фердинанд, не доверяя портретистам, решил тайно посмотреть свою инфанту. Королевский оберхофмейстер попросил у Марии Анны аудиенции, на которую прибыл в сопровождении дворян, среди которых был и её жених. Поражённый красотой невесты, он сразу открылся ей и повёл беседу на испанском языке. Любовь к супруге будущий император пронёс через всю жизнь. Он никогда не изменял своей жене и не имел внебрачных детей.
В Вене 20 февраля 1631 года Мария Анна вышла замуж за венгерского и богемского короля Фердинанда, будущего императора Священной Римской империи под именем Фердинанда III (13.7.1608 — 2.4.1657), в браке с которым у неё родились шестеро детей, четыре мальчика и две девочки:
- Фердинанд (8.9.1633 — 9.7.1654), эрцгерцог Австрийский, с 1646 и 1647 годов номинальный король Чехии и Венгрии под именем Фердинанда IV, с 1653 года король Германии, не оставил потомства;
- Мария Анна (23.12.1634 — 16.5.1696), эрцгерцогиня Австрийская, 8 ноября 1649 года сочеталась браком с Филиппом IV и III, королём Испании и Португалии;
- Филипп Август (15.7.1637 — 22.6.1639), эрцгерцог Австрийский, умер в отроческом возрасте;
- Максимилиан Томас (21.12.1638 — 29.6.1639), эрцгерцог Австрийский, умер в отроческом возрасте;
- Леопольд Игнатиус (9.6.1640 — 5.5.1705), эрцгерцог Австрийский, c 1654 года король Чехии и Венгрии, с 1658 года император Священной Римской империи и король Германии под именем Леопольда I; 25 апреля 1666 года сочетался первым браком с испанской инфантой Маргаритой Терезой (12.7.1651 — 12.3.1673), 15 октября 1673 года сочетался вторым браком с тирольской принцессой Клавдией Фелицитой (30.5.1653 — 8.4.1676) и, наконец, 14 декабря 1676 года сочетался третьим браком с нейбургской принцессой Элеонорой Магдалиной (6.1.1655 — 19.1.1720);
- Мария (род. и ум. 13.5.1646), эрцгерцогиня Австрийская, умерла сразу после рождения.

### Императрица и королева
С Марией Анной при императорском дворе в Вене появились испанские мода, театр, танцы и музыка; впервые зазвучала гитара. Супруга наследника престола поддерживала хорошие отношения со всеми членами семьи мужа. Немного сложными были отношения инфанты с мачехой Фердинанда, императрицей Элеонорой из-за присутствовавшей между ними конкуренции за влияние при императорском дворе. Большое внимание Мария Анна уделяла также живописи. Она собирала произведения итальянских, испанских и фламандских мастеров позднего ренессанса и раннего барокко.
22 декабря 1636 года в Регенсбурге супруг Марии Анны был избран выборщиками королём Германии. Через неделю он был коронован архиепископом Майнца. Мария Анна была коронована королевой Германии 21 января 1637 года. После смерти отца, 15 февраля 1637 года Фердинанд стал императором Священной Римской империи под именем Фердинанда III и суверенным королём Венгрии и Чехии. Вслед за ним его супруга получила титулы императрицы и суверенной королевы. Её коронация как королевы Венгрии состоялась в Прессбурге во время заседания венгерского ландтага в 1637 — 1638 году.

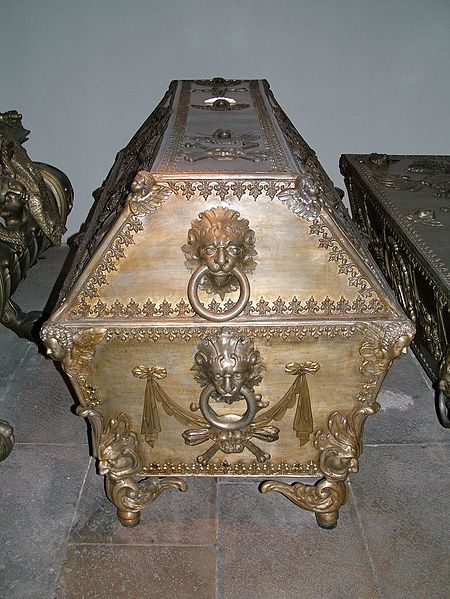
Гроб императрицы. Императорский склеп, Вена

Мария Анна была важным посредником между императором и испанскими родственниками. Действуя в интересах мужа, она не забывала и об интересах братьев — короля и кардинала-инфанта. При её дворе, состоявшем большей частью из испанцев, частыми гостями были испанские послы и дипломаты. Император, в своё отсутствие при императорском дворе в Вене, оставлял жену в качестве регента; так было, например, во время Тридцатилетней войны в 1645 году, когда он находился в Чехии.
В марте 1645 году Мария Анна с детьми покинула Линц, к которому приближалась армия протестантов-шведов, и переехала в Вену. В апреле того же года над Веной нависла опасность оккупации, так, как шведская армия была готова форсировать Дунай. Императорской семье пришлось искать убежище в Граце. Снова покинуть Вену и переехать в Линц им пришлось из-за эпидемии чумы. О беременности императрице стало известно в январе 1646 года. В Линцском замке 12 мая 1646 года Мария Анна внезапно почувствовала себя плохо и умерла ранним утром следующего дня. Ребёнок, вынутый из чрева умершей матери, оказался девочкой. Её успели окрестить с именем Мария, после чего она умерла вслед за матерью. 24 мая того же года тела обоих в одном гробу перенесли в Вену и похоронили в Императорском склепе при церкви капуцинов, где уже находились гробы с останками двух сыновей императрицы, умерших ранее. Траурный кортеж сопровождали испанский посол и фрейлины покойной императрицы. Император не смог присутствовать на похоронах жены по состоянию здоровья. Он тяжело переживал смерть супруги и ребёнка. Однако, вернувшись в Вену в конце августа того же года и воздав дань уважения памяти Марии Анны, в сентябре Фердинанд III объявил о помолвке их старшей дочери и наследника испанского престола. Испанцы, включая духовника и фрейлин покойной императрицы, прибывшие с ней из испанского королевства, остались при императорском дворе в Вене и жили здесь ещё в течение нескольких лет после её смерти.

## В культуре
В 1634 году испанский поэт и драматург Кальдерон де ла Барка, в честь победы испанцев и австрийцев над шведами в сражении при Нёрдлингене, поставил в Мадриде спектакль, в котором Мария Анна вместе с мужем являлась одним из действующих лиц.
Сохранились несколько детских портретов Марии Анны. Почти все они входят в собрание Музея истории искусств в Вене. На самом раннем из них кисти Пантохи де ла Круса она изображена в годовалом возрасте. Портрет инфанты Марии Анны, королевы Венгрии кисти Веласкеса, живописца при дворе в Мадриде, входит в собрание музея Прадо. Портреты императрицы кисти Лёйкса, живописца при дворе в Вене, Гонсалеса-и-Серрано, Вильяндрадо, Сустерманса, Ван дер Амена и кисти неизвестных авторов также хранятся в собраниях Музея истории искусств в Вене, музея Прадо в Мадриде, галерее замка Эстерхази в Айзенштадте и музее Феша в Аяччо.